# そ
そ、ソは、日本語の音節のひとつであり、仮名のひとつである。1モーラを形成する。五十音図において第3行第5段（さ行お段）に位置する。清音の他、濁音（ぞ、ゾ）を持つ。

## 概要

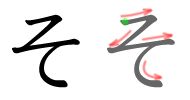
「そ」の筆順

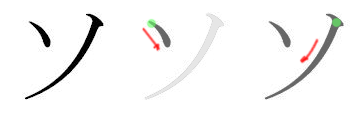
「ソ」の筆順

- 現代標準語の音韻: 1子音と1母音「お」からなる音。子音は、次の通り。
  - 清音 「そ」: 舌の先を上歯茎に近づけて、隙間から息を摩擦させて通すときに出る音（歯茎摩擦音）。無声。
  - 濁音 「ぞ」: 舌の先を上歯茎に近づけて、隙間から声を摩擦させて通すときに出る有声音（歯茎摩擦音）。または、いったん舌を上歯茎に付けて、離すときに、狭い隙間を作って摩擦した音を出す有声音（歯茎破擦音）、すなわち「つ」の子音の有声音である。それら二つの「ぞ」の発音は、一般に日本語の話者にはほとんど聞き分けられず、意味上の差異はない。
- 五十音順: 第15位。
- いろは順: 第18位。「れ」の次。「つ」の前。
- 平仮名「そ」の字形: 「曾」の草体
- 片仮名「ソ」の字形: 「曾」の部分（曾の略字体「曽」の上部）
- ローマ字
  - そ: so
  - ぞ: zo
- 点字:
- 通話表: 「そろばんのソ」
- モールス信号: －－－・
- 手旗信号：5→3

- 変体仮名: （楚）
- 発音: そ[ヘルプ/ファイル]

## そ に関わる諸事項
- 平仮名の「そ」は、のように上が離れる字体とのように続く字体がある。前者はゴシック体、後者は明朝体に多い。これは元となった「曽」の上部の省略に由来する差であり、単なる書き癖の違いとして扱われ、公式な場においても前者・後者のどちらでも書いても基本的に不問とされている。
  - 昔の学校教育では前者ので書くようにしていたが現在では後者のが主流である。しかし若年層でも前者の字体で書く者も多い。
- 片仮名の「ソ」
  - 片仮名の「ン」と形が似ているため、隠語やパロディに使われることがある。（例：榎本健一（エノケン）の人気絶頂時に現れた『エノケソ』等）
  - 2ちゃんねるなどインターネットにおいても、実在する人名や団体名をもじったキャラが登場する際、「ン」の置き換えで「ソ」が使われることが少なくない。（例：アンパンマン→アソパソマソ）
  - Shift_JISにおいてコンピュータプログラムの動作不良の原因となる文字（通称「ダメ文字」）の一つ。半角カナの「ｿ」(0xBF)はダメ文字ではない。
  - 日本語音名の「ト」、つまり英語・ドイツ語の「G」にあたる音は、イタリア語・フランス語では「Sol」だが、日本ではしばしば「ソ」と発音・表記される。
  - プロ野球中継の点数表示やスポーツ新聞の勝敗表などで、「ソ」は福岡ソフトバンクホークスの略として用いられる。
  - かつてはソヴィエト社会主義共和国連邦の略称として「ソ」が多用された（例：日ソ中立条約、日ソ国交回復）。現在でも一部では正式名称として本来略称である「ソ」が使われている（学校法人日ソ学院）。